# Floyd Jones
Floyd Jones (21. července 1917, Marianna, Arkansas, Spojené státy americké – 19. prosince 1989, Chicago, Illinois, Spojené státy americké) byl americký bluesový zpěvák, kytarista a skladatel. Byl také spoluautorem hitu skupiny Canned Heat „On the Road Again“.